# داريا كاواشيما
داريا كاواشيما (باليابانية: 川島だりあ؛ بالكانا: かわしま だりあ) هي مغنية مؤلفة يابانية، ولدت في 21 مارس 1967 في ساغاميهارا في اليابان.

## وصلات خارجية
- داريا كاواشيما على موقع ميوزك برينز (الإنجليزية)
- داريا كاواشيما على موقع ميوزك برينز (الإنجليزية)
- داريا كاواشيما على موقع ديسكوغز (الإنجليزية)
- داريا كاواشيما على موقع ANN person (الإنجليزية)